# Біблія Мацейовського
Бі́блія Мацейо́вського (фр. Bible de Maciejowski) — латинська рукописна Біблія. Створена у 1240—1250 роках на замовлення французького короля-хрестоносця Людовика IX. Названа за іменем польського кардинала Бернарда Мацейовського, у колекції якого зберігалася до 1604 року. Дійшла до нас у 46 пергаментних аркушах. Охоплює глави Старого Заповіту: від Книги Буття до 1-ї Книги царів. Містить 283 мініатюри, які найповніше висвітлюють життя юдейських царів Саула і Давида. Ілюстрації анахронічні — біблійні постаті зображені у костюмах Франції ХІІІ століття, з християнської перспективи. Має 21 унікальну ілюстрацію, де батальні сцени Біблії зображені як битви європейського середньовіччя. Після Мацейовського належала перському шаху Аббасу I Великому; згодом викуплена американським мільярдером Джоном Морганом. 43 аркуші зберігаються в Нью-Йоркській бібліотеці Моргана, 2 — у Національній бібліотеці Франції, 1 — в Лос-Анджелеському музеї Пола Гетті. Шедевр середньовічного мініатюрного живопису. В американській традиції — Біблія Мо́ргана. Також — Бі́блія Людо́вика IX, Бі́блія Хрестоно́сця.